# Otago Daily Times

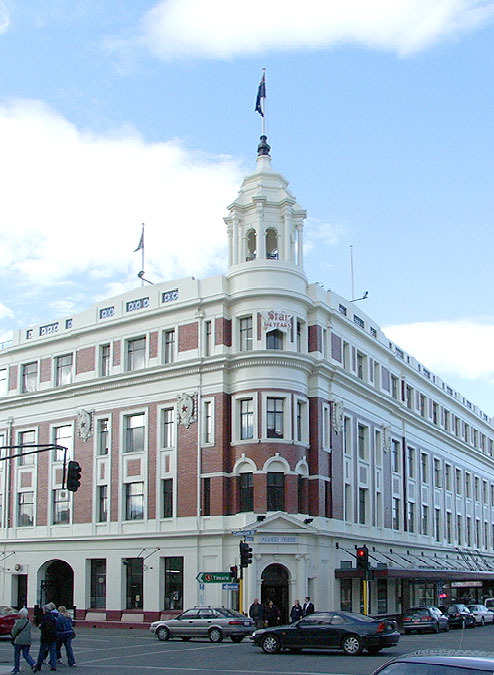
Bâtiment de Allied Press à Dunedin

Le Otago Daily Times est un quotidien néo-zélandais fondé en 1861 et publié par Allied Press à Dunedin.